# Hirzel
Hirzel es una comuna suiza del cantón de Zúrich, situada en el distrito de Horgen. Limita al norte con la comuna de Horgen, al este con Wädenswil, al sureste con Schönenberg, al sur con Menzingen (ZG), al suroeste con Neuheim (ZG), y al oeste con Hausen am Albis.